# Wilfried Happio
Wilfried Happio, född 22 september 1998, är en fransk friidrottare som tävlar i häcklöpning.

## Karriär
Vid europamästerskapen i friidrott 2022 tog han silver på 400 meter häck. U23-europamästerskapen i friidrott 2019 tog han guld på samma distans.

## Kontrovers
På uppvärmningen inför finalen på 400 meter häck, i juni 2022, i de franska mästerskapen blev Happio överfallen och misshandlad. Han kunde dock vinna finalen som han genomförde med ett pannband över sitt vänstra öga. I december 2022 greps han av polisen misstänkt för sexuella övergrepp mot en 19-årig idrottskvinna. I samband med gripandet framkom att det var kvinnans bror som attackerat Happio tidigare.